# Wolf von Beckerath
Wolf von Beckerath (* 18. März 1896 in Krefeld; † 28. Dezember 1944 in Brühl) war ein niederrheinischer Maler, der sich keiner bestimmten Richtung und Schule verschrieb.

## Leben
Beckerath studierte 1914 bis 1915 Philosophie und Kunstgeschichte an der Universität Bonn. 1915 bis 1918 Teilnahme am Ersten Weltkrieg. 1919 bis 1921 setzte Beckerath sein Universitätsstudium in Heidelberg und Freiburg fort.
1921 bis 1923 besuchte er die Handwerker- und Kunstgewerbeschule Krefeld. Anschließenden hielt er sich zu Studien in München, Berlin und Paris auf. Bis zu seiner Einberufung zum Militär 1939 lebte er als freier Maler in Krefeld. Beckerath fiel 1944 bei einem Luftangriff.
Die Stadt Krefeld hob das Werk Wolf von Beckeraths 1948 in einer Gedächtnis-Ausstellung im Kaiser-Wilhelm-Museum hervor.